# Заец, Сергей Анатольевич
Серге́й Анато́льевич За́ец (укр. Сергій Анатолійович Заєць; 18 августа 1969, Бердичев, Житомирская область, УССР, СССР) — украинский футболист, защитник, полузащитник.

## Биография
После нескольких успешных сезонов в составе киевского «Динамо» перешёл в провинциальную «Нива» из Винницы, за которую сыграл в общей сложности 8 матчей.
В 1994 году перешёл в «Уралмаш», где в 1995 завершил карьеру футболиста.
В еврокубках сыграл 22 игры, забил 2 гола.
Сыграл 2 матча за олимпийскую сборную СССР. Вызывался на первый в истории матч сборной Украины 29 апреля 1992 года со сборной Венгрии, но на поле не выходил.
С 2017 года является главным тренером канадского футбольного клуба «Воркута».

## Стиль игры
Сергей был центральным защитником, очень хорошего уровня. Физически мощный, имел хорошие скоростные качества, которые позволяли ему исправлять тактические ошибки, свойственные юному возрасту, — так охарактеризовал игру своего подопечного бывший тренер юношеской сборной СССР Борис Игнатьев.— Виктор Хохлюк, «Sports.ru». 28 октября 2017 года.

## Достижения
- Чемпион СССР (1): 1990
- Обладатель Кубка СССР: 1990
- Чемпион Украины (1): 1993
- Обладатель Кубка Украины: 1993
- Чемпион Европы среди молодёжных сборных 1990 года.

## Статистика
| Сезон   | Клуб           | Матчи | Голы |
| ------- | -------------- | ----- | ---- |
| 1989    | Динамо (К)     | 22    | 4    |
| 1990    | Динамо (К)     | 17    | 1    |
| 1991    | Динамо (К)     | 25    | 3    |
| 1992    | Динамо (К)     | 15    | 1    |
| 1992/93 | Динамо (К)     | 11    | 1    |
| 1993/94 | Нива (Вин)     | 8     | 0    |
| 1994    | Уралмаш (дуб.) | 4     | 0    |
| 1994    | Уралмаш        | 2     | 0    |
| 1995    | Уралмаш        | 15    | 0    |
| 1995    | Уралмаш (дуб.) | 1     | 0    |